# Rezervația Naturală En Afek
Rezervația naturală Ein Afek (denumită și En Afek, En Afeq, Ain Afek)) este o rezervație naturală din Valea Acre din Valea Zvulun, Israel. Acesta acoperă mlaștinile și izvoarele de la izvorul râului Na'aman, precum și situl arheologic Tel Afek. Originea numelui este orașul biblic  Afek.
Rezervația naturală, declarată în 1979, acoperă 366de dunami. Alți 300 de dunami au fost adăugați în 1994. Punctele culminante ale parcului includ  fortăreața cruciată și canalele naturale de apă și lacul, care își trage apele din izvoarele curgătoare de-a lungul anului din Afek, care sunt și sursa râului Naaman. 
În 1996 a fost recunoscut ca un site Ramsar. Păstrează resturile mlaștinilor vaste din Valea Acrelor, drenate și pompate.

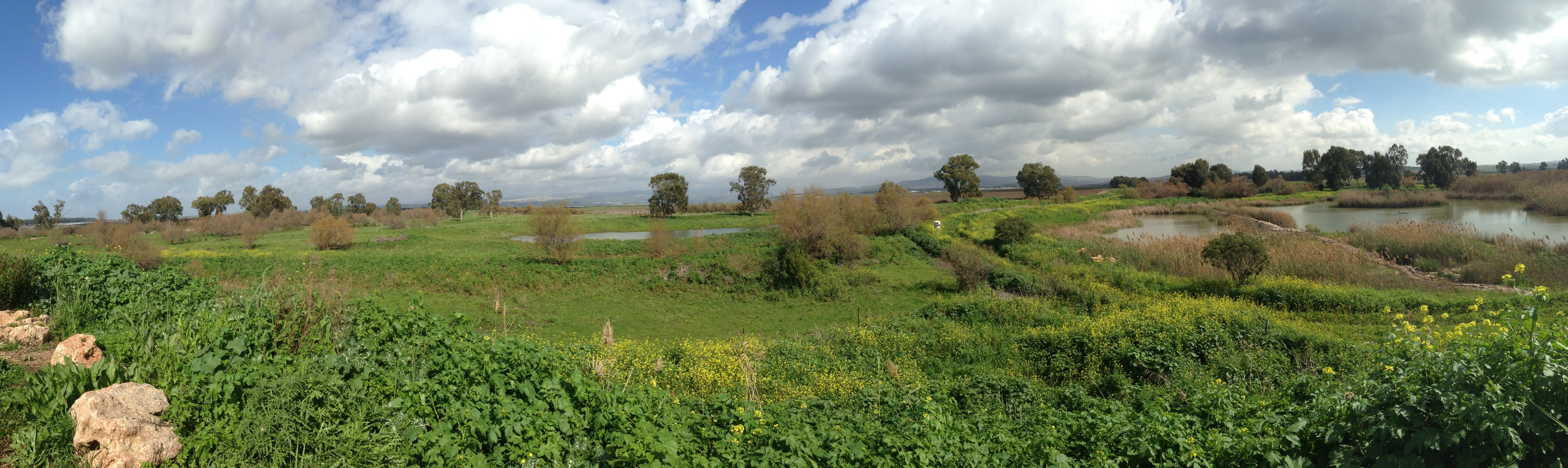
Vedere panoramică de la Tel Afek